# Klaus Mayer
Pour les articles homonymes, voir Mayer.
Klaus Mayer, né le 24 février 1923 à Darmstadt (Hesse) et mort le 16 décembre 2022 à Mayence (Rhénanie-Palatinat), est un prêtre catholique allemand, engagé dans le dialogue judéo-chrétien.

## Biographie
Klaus Mayer a grandi à Darmstadt, 25 rue du Rhin. Ses années d'enfance ont été marquées par les persécutions des nazis. Comme fils d'un marchand juif, conseiller honoraire de l'Université de technologie de Darmstadt, du nom de Karl Jakob Mayer, Klaus Mayer était considéré par les nazis comme un Juif mischling au premier degré. 
Contrairement à son père qui a émigré en Argentine en janvier 1933, Klaus Mayer est resté en Allemagne avec sa mère. Il a trouvé refuge à l'abbaye bénédictine d'Ettal qui possédait un internat. Après la fermeture de cet internat, en mars 1942, il a obtenu son baccalauréat au gymnasium de l'actuel Rabanus-Maurus-Gymnasium, à Mayence. Mais après cela il n'a pas été admis aux études supérieures du fait qu'il était Juif. Il a choisi alors de suivre les cours de langues à Hambourg de 1942 à 1943. En février 1945, il échappe à la déportation par hasard.
Après la fin de la Seconde Guerre mondiale, en 1945, Klaus Mayer entre au séminaire de Mayence. Le 30 juillet 1950, il est ordonné prêtre par l'évêque Albert Stohr à Mayence. Il devient aumônier à Büdesheim (Bingen am Rhein), Seligenstadt et Oppenheim. En 1958, l'évêque Albert Stohr le nomme curé de Gau-Bickelheim, où il travaille pendant six ans. De 1965 jusqu'à la retraite, il dirige la paroisse de l'Église Saint-Étienne de Mayence, et joue un rôle important dans la reconstruction de l'église gravement endommagée par les bombardements aériens de Mayence en 1945.

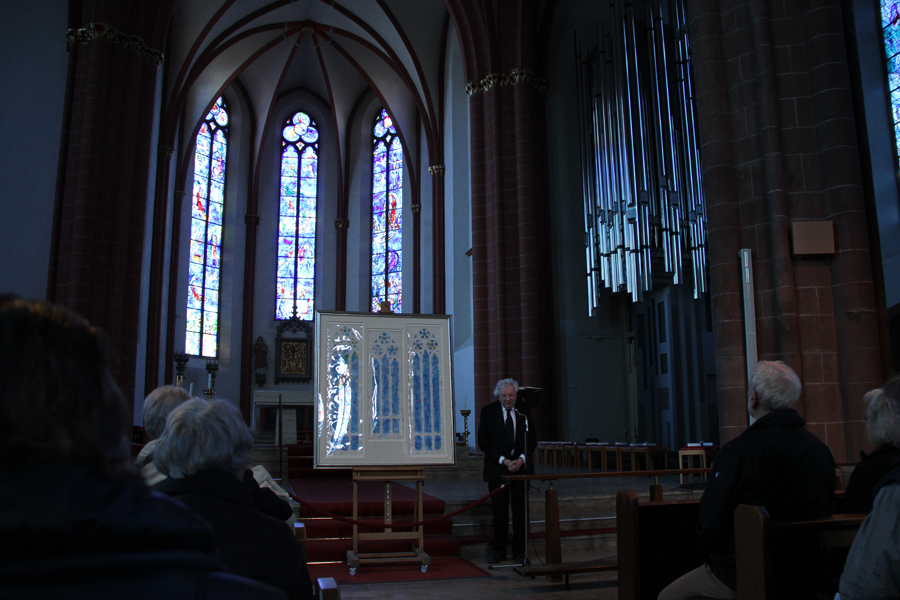
Klaus Mayer lors d'une conférence sur les vitraux de Chagall en 2015.

En 1973, Klaus Mayer demande au peintre Marc Chagall, alors âgé de 86 ans, de créer de nouveaux vitraux pour l'Église Saint-Étienne de Mayence, fondée par Willigis de Mayence comme lieu de prière de l'Empire. Il voulait par là montrer la réconciliation de l'Allemagne et des Juifs et faire renaitre l'église comme église de la Paix. L'engagement de Chagall était considéré comme extrêmement surprenant et remarquable alors que le peintre n'avait pas voulu travailler jusqu'alors en Allemagne après la Shoah. Il a créé les nouveaux vitraux en reprenant un cycle biblique. Après sa mort en 1985, ses travaux ont été repris par son élève Charles Marq. Avec la Cathédrale Saint-Martin de Mayence ses vitraux sont un chef-d'œuvre le plus visité à Mayence.
Klaus Mayer rédige quatre volumes sur les Vitraux de Chagall à Saint-Étienne de Mayence (Die Chagall-Fenster zu St. Stephan in Mainz). En 2007, il écrit encore Comment j'ai survécu aux années 1933-1945 (Wie ich überlebte. Die Jahre 1933–1945) qui sont ses souvenirs de jeunesse durant le Troisième Reich. Klaus Mayer donne plusieurs fois par mois des conférences sur les vitraux de Chagall de la cathédrale Saint-Étienne de Mayence.

## Prix et récompenses

### Titre honorifique
Pour ses mérites, Klaus Mayer a reçu du pape en 1985 les titres de prélat et de monseigneur.

### Décorations et honneurs et décorations
- Croix d'officier de l'ordre du Mérite (Verdienstkreuz I. Klasse, 1989)
- Officier de l'ordre des Arts et des Lettres

La ville de Mayence l'a décoré de la médaille Gutenberg, du buste de Gutenberg (1983), de la bague d'honneur de la ville (1991) et enfin l'a nommé Citoyen d'honneur (en 2005, sur décision unanime du conseil municipal),,. En 2000 il a l'honneur d'être inscrit dans le livre d'or du Fonds national juif en tant que bâtisseur de ponts entre Juifs et chrétiens en Allemagne. Pour son engagement en faveur de la solidarité germano-juive il a reçu en 2011 le prix Jakob-Steffan-Preis.

## Écrits
- Les vitraux de Chagall à Saint-Étienne de Mayence ((de)Die Chagall-Fenster zu St. Stephan in Mainz)
  - Le Dieu des pères ((de)Der Gott der Väter. Das Mittelfenster. Würzburg 1993  (ISBN 3-429-00573-6))
  - Je place un arc au ciel (fenêtres centrales) ((de)"Ich stelle meinen Bogen in die Wolken." Die flankierenden Mittelfenster. Würzburg 1994  (ISBN 3-429-00616-3))
  - Seigneur tu es grand (fenêtres latérales) ((de)Herr, mein Gott, wie groß bist du!. Die seitlichen Fenster, Würzburg 1994  (ISBN 3-429-00739-9))
  - Les cieux ne te prennent pas (fenêtres du transept) ((de)Die Himmel der Himmel fassen dich nicht. Die Querhausfenster. Brief an meinen Freund. Würzburg 1995  (ISBN 3-429-01001-2))
- Saint-Étienne de Mayence (petit guide) ((de)St. Stephan in Mainz. Kleine Kunstführer, 523. Schnell und Steiner, Regensburg 12., neub. Aufl. 2001  (ISBN 3-7954-4311-3))
- Psaume en image (avec des peintures de Chagall) ((de)Psalmen in Bildern. (mit Bildern von Chagall), Würzburg 1995  (ISBN 3-429-01659-2))
- Images de rêve (avec des peintures de Chagall) ( (de) Traumbilder. (mit Bildern von Chagall), Würzburg 1997  (ISBN 3-429-01905-2))
- Comment j'ai survécu. Les années 1933-1945 ((de) Wie ich überlebte. Die Jahre 1933–1945. Würzburg 2007  (ISBN 978-3-429-02861-9 et 3-429-02861-2))
- Rapport sur le témoignage de Monseigneur Klaus Mayer ((de)Zeitzeugenbericht von Monsignore Klaus Mayer, in Mechtild Gilzmer, Widerstand und Kollaboration in Europa. LIT Verlag, Münster 2004  (ISBN 3-8258-6602-5))
- Meditationen um den Mainzer Fastnachtsbrunnen. Verlag Krach, 1972.

## Film documentaire
- (de) Die Chagall-Fenster in Mainz, documentaire télé de Marcel Schilling de la série Schätze des Landes, Allemagne 2007, SWR Fernsehen, 30 min.